# Tito Ortiz
Jacob Christopher "Tito" Ortiz, född 23 januari 1975, är en amerikansk utövare av mixed martial arts och före detta lätt tungviktsmästare i UFC.

## Biografi
Tito Ortiz föddes 1975 i Huntington Beach, Kalifornien, som son till en mexikansk-amerikansk far och en amerikansk mor. Han manifesterar sitt ursprung genom att äntra ringen med såväl den amerikanska som den mexikanska flaggan. Ortiz är yngst av fyra bröder och har en son från ett tidigare förhållande.

### Kampsportsbakgrund
Ortiz inledde sin kamsportskarriär under gymnasiet med brottning och visade snabbt talang, till exempel då han kom på en fjärdeplacering i ett delstatsmästerskap. Han fortsatte att brottas på college och vann då ett delstatsmästerskap.

### Karriär inom MMA
Ortiz debuterade i UFC 13 med att via teknisk knockout besegra Wes Albittron i första omgången. Han besegrades av Guy Mezger i nästa omgång. Noteras bör att UFC vid denna tidpunkt var en utslagsturnering. Ortiz fick senare revansch mot Mezger i UFC 19. 
Under UFC 22 mötte Ortiz Frank Shamrock i en mycket uppmärksammad match som Shamrock vann i fjärde ronden. Efter matchen meddelade Shamrock, som i och med segern mot Ortiz försvarade titeln i mellanvikt för fjärde gången, att han ämnade sluta inom UFC. Titeln i mellanvikt (numer lätt tungvikt) var därmed vakant och UFC utsåg Ortiz och Wanderlei Silva till kombattanter om titeln.

#### UFC-mästare
Ortiz och Wanderlei Silva gjorde upp om mästartiteln i UFC 25. Matchen gick tiden ut och Ortiz tilldömdes segern genom ett enhälligt domarbeslut. Under de kommande två åren försvarade Ortiz titeln fem gånger genom att besegra Yuki Kondo, Evan Tanner, Elvis Sinosic, Vladimir Matyushenko och Frank Shamrocks bror Ken Shamrock. Efter ett nästan ett år långt uppehåll från tävlande fick han dock se sig besegrad av Randy Couture i UFC 44. Coutures seger gjorde slut på Ortiz över tre år långa dominans i viktklassen. 

#### Dominansen bryts
Efter förlusten mot Couture har Ortiz fortsatt att tävla i UFC. Han har bland annat slagit namn som Forrest Griffin, Vitor Belfort och Patrick Côté, men också förlorat mot Chuck Liddell och Lyoto Machida.

### Utanför UFC
Under 2005 var Ortiz vid två tillfällen engagerad inom amerikansk wrestling där han vid två tillfällen var gästdomare inom organisationen Total Nonstop Action Wrestling. 
År 2000 deltog han i ADCC och slutade på tredje plats.

## Tävlingsfacit
| Resultat | Facit   | Motståndare              | Metod                         | Event                                   | Datum             | Rond | Tid   | Plats                  | Noteringar                            |
| Förlust  | 16-11-1 | Forrest Griffin          | Domslut (enhälligt)           | UFC 148: Silva vs. Sonnen II            | 7 juli 2012       | 3    | 5:00  | Las Vegas, USA         | Fight of the night                    |
| Förlust  | 16-10-1 | Antônio Rogério Nogueira | TKO (Slag mot magen)          | UFC 140: Jones vs. Machida              | 10 december 2011  | 1    | 3:15  | Toronto,Ontario Kanada |                                       |
| Förlust  | 16-9-1  | Rashad Evans             | TKO (slag)                    | UFC 133: Evans vs. Ortiz                | 6 augusti 2011    | 2    | 4:48  | Philadelphia, USA      |                                       |
| Vinst    | 16-8-1  | Ryan Bader               | Submission (guillotine choke) | UFC 132: Cruz vs. Faber                 | 2 juli 2011       | 1    | 1:56  | Las Vegas, USA         | Submission of the Night               |
| Förlust  | 15–8–1  | Matt Hamill              | Domslut (enhälligt)           | UFC 121: Lesnar vs. Velasquez           | 23 oktober 2010   | 3    | 5:00  | Anaheim, USA           |                                       |
| Förlust  | 15–7–1  | Forrest Griffin          | Domslut (delat)               | UFC 106: Ortiz vs. Griffin 2            | 21 november 2009  | 3    | 5:00  | Las Vegas, USA         |                                       |
| Förlust  | 15–6–1  | Lyoto Machida            | Domslut (enhälligt)           | UFC 84: Ill Will                        | 24 maj 2008       | 3    | 5:00  | Las Vegas, USA         |                                       |
| Oavgjort | 15–5–1  | Rashad Evans             | Oavgjort (enhälligt)          | UFC 73: Stacked                         | 7 juli 2007       | 3    | 5:00  | Sacramento, USA        | Ortiz fick ett poängs avdrag.         |
| Förlust  | 15–5    | Chuck Liddell            | TKO (slag)                    | UFC 66: Liddell vs. Ortiz 2             | 30 december 2006  | 3    | 3:59  | Las Vegas, USA         | För UFC:s lätt tungviktstitel.        |
| Vinst    | 15–4    | Ken Shamrock             | TKO (slag)                    | Ortiz vs. Shamrock 3: The Final Chapter | 10 oktober 2006   | 1    | 2:22  | Hollywood, USA         | Vann Knockout Of The Night.           |
| Vinst    | 14–4    | Ken Shamrock             | TKO (armbågar)                | UFC 61: Bitter Rivals                   | 8 juli 2006       | 1    | 1:18  | Las Vegas, USA         |                                       |
| Vinst    | 13–4    | Forrest Griffin          | Domslut (delat)               | UFC 59: Reality Check                   | 15 april 2006     | 3    | 5:00  | Anaheim, USA           |                                       |
| Vinst    | 12–4    | Vitor Belfort            | Domslut (delat)               | UFC 51: Super Saturday                  | 5 februari 2005   | 3    | 5:00  | Las Vegas, USA         |                                       |
| Vinst    | 11–4    | Patrick Côté             | Domslut (enhälligt)           | UFC 50: The War of '04                  | 22 oktober 2004   | 3    | 5:00  | Atlantic City, USA     |                                       |
| Förlust  | 10–4    | Chuck Liddell            | TKO (slag)                    | UFC 47: It's On!                        | 2 april 2004      | 2    | 0:38  | Las Vegas, USA         |                                       |
| Förlust  | 10–3    | Randy Couture            | Domslut (enhälligt)           | UFC 44: Undisputed                      | 26 september 2003 | 5    | 5:00  | Las Vegas, USA         | Förlorade UFC:s lätt tungviktstitel.  |
| Vinst    | 10–2    | Ken Shamrock             | TKO (Hörnan stoppar matchen)  | UFC 40: Vendetta                        | 22 november 2002  | 3    | 5:00  | Las Vegas, USA         | Försvarade UFC:s lätt tungviktstitel. |
| Vinst    | 9–2     | Vladimir Matyushenko     | Domslut (enhälligt)           | UFC 33: Victory in Vegas                | 28 september 2001 | 5    | 5:00  | Las Vegas, USA         | Försvarade UFC:s lätt tungviktstitel. |
| Vinst    | 8–2     | Elvis Sinosic            | TKO (slag och armbågar)       | UFC 32: Showdown in the Meadowlands     | 29 juni 2001      | 1    | 3:32  | East Rutherford, USA   | Försvarade UFC:s lätt tungviktstitel. |
| Vinst    | 7–2     | Evan Tanner              | KO (Nedtagning)               | UFC 30: Battle on the Boardwalk         | 23 februari 2001  | 1    | 0:30  | Atlantic City, USA     | Försvarade UFC:s lätt tungviktstitel. |
| Vinst    | 6–2     | Yuki Kondo               | Submission (Neck Crank)       | UFC 29: Defense of the Belts            | 16 december 2000  | 1    | 1:51  | Tokyo, Japan           | Försvarade UFC:s lätt tungviktstitel. |
| Vinst    | 5–2     | Wanderlei Silva          | Domslut (enhälligt)           | UFC 25: Ultimate Japan 3                | 14 april 2000     | 5    | 5:00  | Tokyo, Japan           | Blev UFC:s lätt tungviktsmästare.     |
| Förlust  | 4–2     | Frank Shamrock           | Submission (slag)             | UFC 22: Only One Can be Champion        | 24 september 1999 | 4    | 4:42  | Lake Charles, USA      | För UFC:s lätt tungviktstitel.        |
| Vinst    | 4–1     | Guy Mezger               | TKO (armbågar)                | UFC 19:Ultimate Young Guns              | 5 mars 1999       | 1    | 9:56  | Bay St. Louis, USA     |                                       |
| Vinst    | 3–1     | Jerry Bohlander          | TKO (skada)                   | UFC 18: Road to the Heavyweight Title   | 8 januari 1999    | 1    | 14:31 | New Orleans, USA       |                                       |
| Vinst    | 2–1     | Jeremy Screeton          | Submission (knän)             | West Coast NHB Championships 1          | 8 december 1998   | 1    | 2:27  | Los Angeles, USA       |                                       |
| Förlust  | 1–1     | Guy Mezger               | Submission (Guillotine Choke) | UFC 13: The Ultimate Force              | 30 maj 1997       | 1    | 3:00  | Augusta, USA           |                                       |
| Vinst    | 1–0     | Wes Albritton            | TKO (slag)                    | UFC 13: The Ultimate Force              | 30 maj 1997       | 1    | 0:31  | Augusta, USA           |                                       |